# Beryl Gilroy
Beryl Agatha Gilroy (* 30. August 1924 in Springlands, Britisch-Guayana, als Beryl Agatha Answick; † 4. April 2001 in London) war eine britische Schriftstellerin und Lehrerin guyanischer Herkunft.

## Leben
Beryl Answick kam 1924 im Dorf Springlands bei Skeldon in der damaligen britischen Kolonie Guayana zur Welt. Seit ihrem dritten Lebensjahr wuchs sie bei ihren Großeltern auf, die zunächst anstelle einer formalen Schulbildung auf Hausunterricht setzten. Ihr Großvater lehrte sie das Lesen und Schreiben und ihre Großmutter brachte ihr Wissen über Heilkräuter und andere Methoden der Volksmedizin bei. Beide lehrten die junge Beryl auch in der lokalen Folklore, die sich später auch in ihrem schriftstellerischen Werk wiederfand. Seit ihrem 12. Geburtstag besuchte sie eine Schule, wo sie sich bald als exzellente Schülerin profilierte. Bald als Tutorin engagiert, besuchte sie nach ihrem Schulabschluss eine staatliche Ausbildungseinrichtung für Lehrkräfte in Georgetown, die sie 1945 erfolgreich abschloss. Danach arbeitete sie in Britisch-Guayana als Lehrerin und beteiligte sich bald an einem UNICEF-Programm für Schulspeisungen. Für eine zusätzliche Ausbildung reiste sie 1951 nach England, wo sie ein Zertifikat für Kinderpsychologie an der University of London erwarb. Dies geschah während der Hochphase karibischer Einwanderung nach England und Answick war ein fester Bestandteil der antikolonialischen Kreise karibischstämmiger Studierender. Dort lernte sie den Wissenschaftler Pat Gilroy kennen, den sie 1954 heiratete. Anstatt wie geplant als UNICEF-Mitarbeiterin nach Guyana zurückzukehren, entschied sie sich, in London zu bleiben.
In London arbeitete Gilroy ab 1953 als Lehrerin, ging aber 1956 nach der Geburt ihres ersten Kindes in Teilzeit. Parallel erwarb sie weitere Qualifikationen, darunter einen Abschluss in Psychologie von der University of London (1962) und eine Lehrberechtigung für Englisch als Fremdsprache (1965). Zusätzlich begann sie, Lehrbücher und journalistische Artikel für ein karibisches Publikum, insbesondere aber für Kinder zu verfassen. Ab 1968 arbeitete Gilroy wieder in Vollzeit als Lehrerin und wurde zunächst als stellvertretende Direktorin eingesetzt, ehe sie 1969 als erste Schwarze Lehrerin in London zur Schuldirektorin berufen wurde. 1975 schloss sie einen Kurs in Jugendpsychologie an der University of London ab, bevor sie 1980 einen Master-Abschluss in Bildungswissenschaften von der University of Sussex erhielt. Ein Jahr nach dem Tod ihres Ehemannes 1975 veröffentlichte Gilroy zudem eine Autobiografie mit dem Titel Black Teacher, in der sie sich auf ihre Erfahrungen als karibischstämmige Lehrerin im London der 1950er und 1960er Jahre konzentrierte. Daneben verfasste sie weitere Geschichten, insbesondere für Kinder. 1982 trat sie als Schuldirektorin ab und wechselte zunächst an das Zentrum für multikulturelle Bildung an der bildungswissenschaftlichen Fakultät der University of London, wo sie sich mit Therapieansätzen in interkulturellen Kontexten beschäftigte. 1987 promovierte sie sich an der Century University in den USA.
Seit den späten 1980er Jahren konzentrierte sich Gilroy immer mehr auf das Schreiben. Zunehmend begann sie, für ein erwachsenes Publikum zu schreiben. 1986 erschien mit Frangipani House ihr Debütroman, in dem sie sich mit dem Problem der Überalterung durch Abwanderung in Guyana beschäftigte. Sechs weitere Romane folgten in den nächsten Jahren, in denen sie sich unter anderem mit psychosozialen Prozessen in der modernen Londoner Gesellschaft beschäftigte oder das Genre des historischen Romans bediente. Zusätzlich veröffentlichte sie eine Anthologie mit semiautobiografischen Kurzgeschichten (Sunlight of Sweet Water, 1994) und eine Anthologie mit anderen Schriften (Leaves in the Wind). Ein siebenter Roman blieb unvollendet. Für ihren historischen Roman Stedman and Joanna wurde sie 1992 mit dem Guyana Prize for Literature ausgezeichnet. Ihr schriftstellerisches Werk begriff sie als Fortsetzung ihres Lebenswerkes als Lehrerin und die Bedeutung von Bildung, einem guten Arbeitsethos und von familiären und gesellschaftlichen Netzwerken gegenseitiger Unterstützung spielten stets eine große Rolle in ihren Werken. Daneben hielt sie regelmäßig auch Vorträge über karibische Literatur oder die Lebensrealität Schwarzer britischer Frauen. 1990 wurde Gilroy für ihre Verdienste im Bildungsbereich vom Greater London Council geehrt, gefolgt vom Erhalt der Ehrendoktorwürde der University of North London im Jahr 1995. Fünf Jahre später wurde sie zum Honorary Fellow der bildungswissenschaftlichen Fakultät der University of London ernannt. Gilroy starb 2001 im Royal Free Hospital in London an einem Aortenaneurysma. Sie hinterließ ihre beiden Kinder, den Soziologen Paul Gilroy (* 1956) und die Modeschöpferin und Dozentin Darla Jane Gilroy. Der Guardian würdigte sie in einem Nachruf als „eine von Großbritanniens bedeutendsten karibischen Nachkriegseinwanderern“.

## Werke (Auswahl)
Romane
- Frangipani House. Heinemann, London 1986. ISBN 0-435-98852-2.
- Boy-Sandwich. Heinemann, London 1989. ISBN 0-435-98810-7.
  - Boy-Sandwich: Ein Roman zwischen Jamaika und London. Übersetzt von Heike Brandt. Lamuv, Göttingen 1992. ISBN 3-88977-318-4.
- Stedman and Joanna – A Love in Bondage: Dedicated Love in the Eighteenth Century. Vantage Press, New York 1991. ISBN 0-533-09498-4.
- Gather the Faces. Peepal Tree, Leeds 1996. ISBN 0-948833-88-2.
- In Praise of Love and Children. Peepal Tree, Leeds 1996. ISBN 0-948833-89-0.
- Inkle & Yarico: Being the Narrative of Thomas Inkle concerning his Shipwreck and Long Sojourn among the Caribs and his Marriage to Yarico, a Carib Woman. Peepal Tree, Leeds 1996. ISBN 0-948833-98-X.
- The Green Grass Tango. Peepal Tree, Leeds 2001. ISBN 1-900715-47-3.

Autobiografie
- Black Teacher. Cassell, London 1976. ISBN 0-304-29733-X.

Kinderliteratur
- In for a Penny. Cassell, London 1978.
- Carnival of Dreams. Nelson Thornes, Cheltenham 1980. ISBN 0-333-28387-2.

Anthologien
- Sunlight on Sweet Water. Peepal Tree, Leeds 1994. ISBN 0-948833-64-5.
- Joan Anim-Addo (Hrsg.): Leaves in the Wind: Collected Writings. Mango, London 1998. ISBN 1-902294-00-9.